# Seelbach (Moder)
Der Seelbach ist ein gut fünf Kilometer langer linker Zufluss der Moder im Département Bas-Rhin in der Region Grand Est.

## Geographie

### Verlauf
Der Seelbach entspringt in den Nordvogesen auf einer Höhe von etwa 260 m nördlich von Ingwiller am Südhang des Kuehberges (356 m). Er fließt zunächst südostwärts durch ein enges bewaldetes Tal nordöstlich am Hochkopf (377 m) vorbei. Bevor er den Wald verlässt, speist er noch einen kleinen See und wechselt dann seine Laufrichtung kurz nach Süden und schlägt einen großen Bogen um den Eselsberg. Er läuft dort am Westrand des Schneizwaldes durch eine Feld- und Wiesenlandschaft und mündet schließlich östlich von Ingwiller auf einer Höhe von etwa 185 m in die Moder.